# Charles Cros

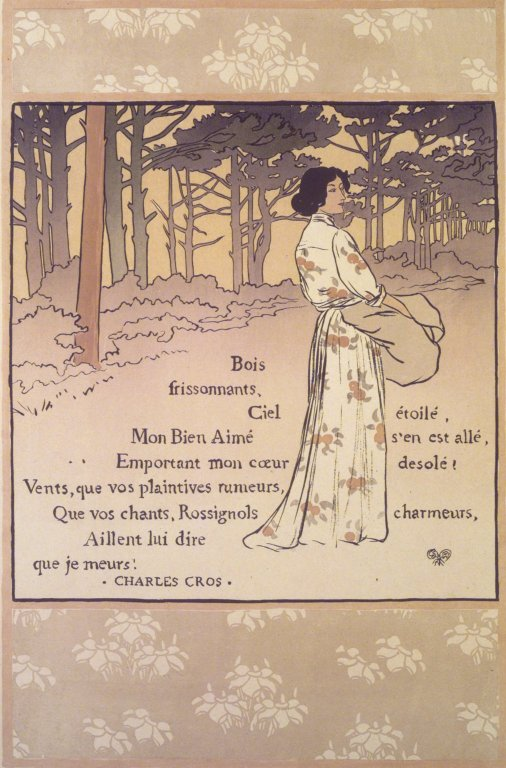
Georges Auriol: Bois frissonants, barevná litografie, 1893, Brooklynské muzeum

Émile-Hortensius-Charles Cros [„šárl kro“] (1. října 1842 Fabrezan – 9. září 1888 Paříž) byl francouzský básník a vynálezce v oblasti záznamu a reprodukce zvuku a v oblasti barevné fotografie.
Narodil se ve Fabrezanu v departementu Aude. Byl synem právníka. Studoval lékařství v Paříži, ale studium nedokončil, nejspíše proto, že během studií poznal svoji budoucí milenku Ninu de Villard, která jej uvedla do společnosti mladých intelektuálů tehdejší doby. Pořádala totiž setkání sympatizantů Pařížské komuny, kteří se rekrutovali především z nové generace umělců. To Crose přesvědčilo, aby si zvolil dráhu svobodného povolání. Výrazně jej ovlivnil humanismus, tedy i touha po intenzivním smyslovém vnímání světa a současně po vědeckém poznání. Během pařížské světové výstavy v roce 1867 jej zaujal objev telegrafu, a proto se rozhodl věnovat bádání v oblasti reprodukční techniky. Ve stejném roce teoreticky zpracoval téma o možnostech realizace barevné fotografie a vytvořil i fotografický záznam pohybu, podobný budoucímu filmu, i když na jiném principu. Téměř paralelně, v roce 1869, debutoval jako básník v časopise L'Artiste (Umělec).

## Literární činnost
Během francouzsko-pruské války (1870) se Charles Cros setkal s význačnými představiteli skupiny tzv. prokletých básníků, Paulem Verlainem a Arthurem Rimbaudem. Jejich tvorba a přátelství s nimi jej inspirovaly k další činnosti v oblasti poezie. Stal se členem sdružení prokletých básníků a jeho první básnickou sbírkou byla Le coffret de Santal (Santalova skříňka), vydaná v roce 1873, tedy ve stejné době, kdy vyšla Rimbaudova Une Saison en enfer. V roce 1874 byl Charles Cros po krátký čas šéfredaktorem časopisu La Revue du monde nouveau (Revue nového světa) a vydal sbírku Le fleuve (Proud), ilustrovanou reprodukcemi rytin impresionistického malíře Eduarda Maneta. Brzy následovala třetí kniha básní Le collier de griffes (Náhrdelník z drápů), kterou však Cros oficiální publikační činnost ukončil.
Ačkoli do konce života nepřestal psát (kromě básní napsal též množství monologů) a spolupracoval s různými literárními časopisy, drtivá většina prací nebyla uveřejněna a mnohé se ztratily.

## Technické objevy
Charles Cros byl ve své době považován za slavnějšího díky objevu záznamu a reprodukce zvuku. Teoreticky zpracoval způsob záznamu a reprodukce (pomocí cylindrické trouby a ozvučné blány, jakou známe z klasických reproduktorů), který je prakticky totožný s fonografem. Osobní Crosovou tragédií bylo, že vynález, jakkoli dokonalý, zůstal pouze na papíře a Cros byl ve svém snažení předstižen.
Zařízení, které Cros nazval Paleophone, nebylo funkčním modelem. Důvodem byla skutečnost, že neměl potřebný materiál ani nedisponoval zručností k jeho sestrojení. Kromě toho obálka s detailním popisem přístroje, popisem principu funkce a návodem k sestrojení odeslaná 30. dubna 1877 Francouzské akademii věd byla omylem otevřena až více než půl roku po doručení (3. prosince 1877), tedy pouhý měsíc před udělením patentu T. A. Edisonovi (15. ledna 1878) za vynález stejného zařízení.
V roce 1869 představil Société française de photographie proces aditivníhho míchání barev při výrobě barevné fotografie. Systém byl podobný tomu, který vynalezl Louis Ducos du Hauron, a vynálezci spolu později spolupracovali.

## Akademie Charles Cros
Vzhledem ke Crosově uměleckému i technickému talentu bylo po Charlesu Crosovi pojmenováno francouzské sdružení uměleckých kritiků a odborníků v oboru nahrávací techniky (L’Académie Charles Cros), které vzniklo v roce 1947. Akademie každoročně uděluje cenu Grand Prix du Disque de l’Académie Charles Cros za nahrávku hudebního díla, kterou vyhodnotí jako umělecky a technicky nejzdařilejší. Díky vysoké úrovni práce akademie a hodnocení se Grand Prix du Disque stala nejprestižnější cenou tohoto typu.
Charles Cros zemřel 9. září 1888 v Paříži.

## Dílo

### Básnické sbírky
- Plainte (1873)
- Le Coffret de santal (1873, rozšířeno 1879; součástí sbírky je i báseň „Le Hareng saur“, slavný tzv. monolog)
- Le Fleuve (1874)
- La Vision du Grand Canal des Deux Mers (1888)
- Le Collier de griffes (posmrtně, 1908)

### Další díla
- Un Drame interastral (1872; znovu publikováno v antologii HUMMEL Clément, ed.La Tête dans les étoiles: Anthologie. Saint-Xandre: Bibliogs, 2017)
- RICHARD, Pierre E. Inédits et documents. Villelongue-d'Aude: Atelier du Gué u.a, ©1992. ISBN 9782902333158. (Nepublikované dílo Charlese Crose a dokumenty.)
- RICHARD, Pierre E. Vers inédits. Nîmes, 1992. (Nepublikované verše Charlese Crose.)
- RICHARD, Pierre E. Derniers textes savants retrouvés. Nîmes, 1999. (Nepublikované odborné texty Charlese Crose.)
- Monologues (Angoulême: M. Waknine, 2013, ISBN 978-2-916694-65-8).
- aj.